# Grocio Prado
José Santos Grocio Prado Linares, (Chincha, 20 de marzo de 1857 - Tacna, 26 de mayo de 1880). Fue hijo del general de división EP Mariano Ignacio Prado y de Casilda Linares Neyra, natural de Caravelí, Arequipa. Según Ernesto A. Riva en sus “Episodios Nacionales”, Grocio Prado fue educado en Europa, donde seguiría la carrera de medicina que no llegó a concluir por seguir a sus hermanos Justo y Leoncio, a las luchas por la independencia de Cuba y Filipinas. En 1876, estaba con sus hermanos luchando por la Independencia de Cuba.
En una carta que el presidente de la República de Cuba en Armas, doctor Tomás Estrada Palma envía a Leoncio Prado Gutiérrez, su medio hermano, le comunica que retiene como su ayudante a Grocio:

“Camagüey, agosto 6 de 1876
Señor Leoncio Prado
Oficial de la Marina Peruana
Muy estimado señor Prado:
La atenta carta de Ud. Que me ha sido entregada por el Coronel Fernando López de Queralta, bastaría a falta de otras razones, para demostrar los ardientes deseos que Ud. anima a favor de la causa de Cuba.
Teniendo antes de ahora noticias de los generosos esfuerzos realizados por Ud., con el propósito de tomar parte activa en la contienda de que son testigos nuestros campos hace 8 años y que tienen por único objeto constituir una patria independiente y libre.
Yo me congratulo de manifestar a Ud., nuestro justo agradecimiento; pero al mismo tiempo me siento apesarado de no poder secundar desde luego el importante proyecto concebido por Ud., y del cual me ha dado pormenores el Coronel Queralta.
En el presente caso, como en los demás de igual naturaleza, tengo que sujetarme a las reglas y prácticas establecidas en nuestra joven República.
Por eso he creído conveniente remitir a informe del señor Agente General, el proyecto de Ud., a fin de que procediendo al estudio necesario poseamos mayores probabilidades de acierto si llegase a estimarse posible su ejecución.
Me complazco decir a Ud., que su joven hermano Grocio se halla perfectamente bien. He resuelto que permanezca a mi lado, a fin de tener cerca la oportunidad de expresarle mi estimación. Sírvase admitir Ud., el testimonio de mi alto aprecio y las seguridades de mi amistad.

T. Estrada”
Carta del presidente de Cuba Tomás Estrada Palma a Leoncio Prado#GGC11C

El 12 de septiembre de 1879, Grocio Prado, retornó al Perú con el grado de capitán del Ejército de Cuba; su tío el coronel Manuel Antonio Prado, le hace reconocer el grado de capitán con el que se incorpora al Ejército del Perú, junto con su hermano Justo, y ambos son destinados al I Ejército del Sur, que opera bajo las órdenes del general de división Juan Buendía.
Por sus estudios de medicina pudo muy bien desempeñar un puesto en las ambulancias que creara el Cirujano Mayor del Ejército José Casimiro Ulloa Bucello, pero quiso un puesto en el frente de batalla y lo destinaron al Batallón “Ayacucho Nº 3” e hizo la Campaña del Sur, muriendo en la Batalla del Alto de la Alianza, en Tacna, el 26 de mayo de 1880.
Las hermanas de Grocio, por parte de madre, Rosalía y María Manuela Natteri, después de la guerra, solicitaron el montepío al Estado peruano. El lugar de su entierro, se desconoce, lo único que se puede confirmar es que la pista sobre él, se pierde después de la batalla.

## Batalla de San Francisco
Durante la Campaña del Sur, en el desierto de Atacama, el problema angustioso de los combatientes, radicaba en la escasez del agua, tanto así, que tenían que llenar sus cantimploras, a veces, a mucha distancia de donde se encontraban.
En San Francisco, hubo una gran confusión entre las tropas bolivianas, éstas tenían un incontrolable temor y deseaban emprender la retirada. Se notaba en la tropa boliviana gran descontento y esto hacía que el Ejército boliviano no tuviera ninguna determinación.
Como se había suspendido el ataque para el día siguiente, la tropa boliviana y peruana se entregó al descanso y a preparar el ataque del día siguiente al pie del cerro San Francisco. A las 15H25 de la tarde del 19 de noviembre de 1879, se escuchó el primer disparo, que fue contestado por la artillería chilena del mayor Juan de la Cruz Salvo.
Desde la aguada El Porvenir el corneta del Zepita anunció el ataque. El teniente coronel EP Ladislao Espinar se puso al frente de la tropa aliada. Con el toque de corneta se ordenó a las unidades de ataque subir al cerro San Francisco. Comenzó la tropa aliada a subir, ganando posiciones lentamente. Grocio Prado subía con su unidad, siendo fusilados por las tropas chilenas que se encontraban en la cumbre. A escasos metros de la cumbre, el teniente coronel Ladislao Espinar, cae herido.
La tropa aliada seguía subiendo y era una carnicería entre aliados y chilenos, que se fusilaban a boca de jarro; se presagiaba la victoria cuando el Batallón “Zepita” se adueñó de los cañones enemigos. En el lado sur del cerro San Francisco, se peleaba cuerpo a cuerpo. Se produjo entre la tropa boliviana el temido desbande: unos 3000 soldados bolivianos abandonaron la alianza, la batalla y sus armas que quedaron regadas por el desierto. Los bolivianos, que abandonaron la batalla, tomaron rumbo a su tierra. Cuando se produce el desbande boliviano, los chilenos cargan por tercera vez y arrojan de la cima a exhaustos cabitos y puneños.
El coronel EP Andrés Avelino Cáceres sigue luchando con los sobrevivientes del "Zepita" y del "Illimani", que resisten sucesivas cargas a la bayoneta y los certeros disparos de las ametralladoras chilenas. Se produce la derrota, el coronel Manuel Antonio Prado y los restos del "Ayacucho Nº 1" se refugian en los vericuetos de una salitrera. La reorganización del ejército se ve dificultada por la presencia de tropas chilenas de refresco que aparecieron por la línea de Pisagua.
Al concluir la batalla, habían muerto 46 cabitos y el subteniente EP Palma y había 100 heridos recogidos por las ambulancias peruanas y chilenas. Del "Zepita", habían muerto tres de cada cuatro soldados. La división "Puno" perdió 150 soldados y 8 oficiales en menos de una hora de combate.